# انفجار بتهوفن (انفجار أشعة غاما 991216)

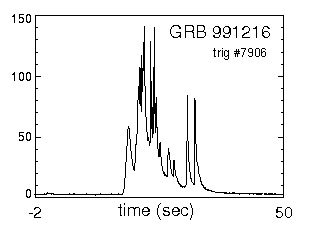
المنحنى الضوئي للانفجار GRB 991216 كما سجلته تجربة BATSE الملحقة ب تلسكوب كومبتون لأشعة غاما.

انفجار أشعة غاما 991216 ويُكنى انفجار بتهوفن (بالإنجليزية: GRB 991216 أو Beethoven Burst)‏ وهو في علم الفلك، انفجار أشعة غاما اكتشفه العالم الفلكي دكتور براد شافر من جامعة ييل في 16 ديسمبر 1999.
,
وتصادف أن يكون يوم الاكتشاف هو مناسبة الاحتفال رقم 229 للودفيج فان بتهوفن.
ويتكون انفجار اشعة غاما من برقة ساطعة قصيرة المدة مقترنة بانفجار في مجرة بعيدة ومصدرة لأشعة غاما، وهي أشد أنواع الأشعة الكهرومغناطيسية طاقة، ويتبعها في الغالب بوهيج متعقب يدوم فترة أطول يتكون من موجات كهرومغناطيسية ذات أطوال موجة أطول منها أشعة إكس والأشعة فوق البنفسجية والضوء المرئي والأشعة تحت الحمراء والأشعة الراديوية.

## المشاهدة

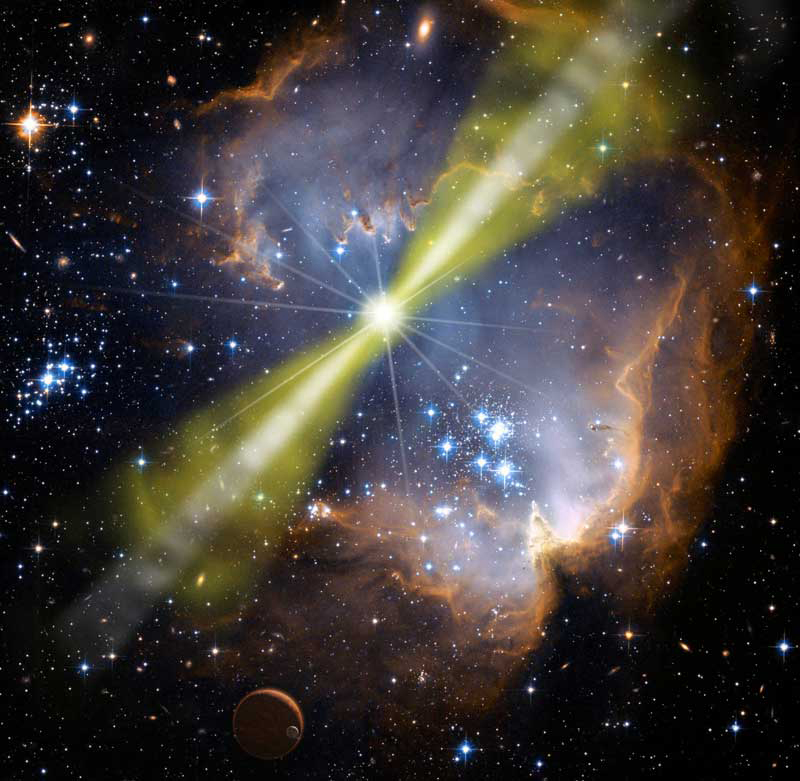
رسم توضيحي مبني على الحقائق العلمية لانفجار أشعة غاما ، حيث تنطلق نفاثتي البلازما ذات الطاقة العالية من النجم المنفجر.

وصل القدر الظاهري للوهيج المتعقب لانفجار أشعة غاما نحو 7و18 قدر ظاهري مما يجعل هذا الانفجار واحد من أسطع تلك الانفجارات المسجلة، وعلى الأخص أن الانفجار حدث بعيدا جدا عنا في أعماق الكون حيث يبعد عن الأرض نحو 100 مليار سنة ضوئية.
وقد علق العالم فرانك مارشال - وهو أحد علماء الفلك لدى ناسا ويعمل في مركز جودارد لأبحاث الفضاء - علق وقال «كان هذا هو اشد سطوعا رئيناه منذ زمن بعيد.»
"
ويعتبر فيض الإشعاع من الانفجار هو الثاني من ناحية الشدة لانفجار يسجله مرصد كومبتون لاشعة غاما الفضائي.
وقد أيد تحليل القياسات نظرية أن انفجار أشعة غاما ينشأ من مستعر فوق عظيم 
مع العلم بأنه توجد إمكانية حدوث انفجار أشعة غاما عند اصتدام والتحام ثقبين أسودين.
وخلال أربعة ساعات بعد اكتشاف الانفجار بدأت المشاهدات بواسطة مرصد كومبتون لأشعة غاما ومسبار روسّي لتوقيت أشعة إكس، واستطاع المرصدان تعيين مكان الانفجار وهو مطلع مستقيم = 77.38 ± 0.04, وميل δ = 11.30 ± 0.05 .
وقد أتاح ذلك التحديد السريع لمكان الانفجار لعلماء الفلك في مختلف البلاد للقيام برصد مكان الانفجار بالتلسكوبات الضوئية وتلسكوبات الأشعة السينية ودراسته. ومن المراصد الأخرى التي قامت بتصوير الانفجار GRB 991216 تلسكوب شاندرا الفضائي للأشعة السينية، مرصد MDM
.
وكذلك تلسكوب تصوير طيفي الفضائي Space Telescope Imaging Spectrograph الموجود في تلسكوب هابل الفضائي
وكان ذلك أول استخدام لتلسكوب شاندرا الفضائي للأشعة السينية في قياس انفجار أشعة غاما.

## اقرأ أيضا
- مجرتي الفئران
- انفجار أشعة غاما 090423
- انفجار أشعة غاما 971214
- انفجار أشعة غاما 080916C
- انفجار أشعة غاما 060218
- انفجار أشعة غاما 080319ب
- انفجار أشعة غاما 970228
- قائمة انفجارات أشعة غاما
- انفجار أشعة غاما
- مستعر أعظم 1987 أي
- مستعر أعظم
- إن جي سي 1309